# Az Amerikai Egyesült Államok elnöki utódlási sorrendje
Az Amerikai Egyesült Államok elnöki utódlási sorrendje azt a sorrendet tartalmazza, amely alapján az elnöknek az alkotmányban meghatározott akadályoztatása esetén az elnöki hivatalt valamely más személy betöltheti. Ahhoz, hogy valaki az utódlási sorba bekerüljön amellett, hogy egy-egy a külön törvényben meghatározott törvényben előírt közhivatalt kell viselnie, szükséges, hogy az elnöki státuszhoz szükséges alkotmányos kritériumoknak megfeleljen: Az alkotmány második cikkelyének első bekezdése szerint elnök lehet minden, az Egyesült Államok állampolgáraként született (vagy az alkotmány elfogadásának pillanatában állampolgársággal bírt), harmincötödik életévét betöltött személy, aki a jelölését megelőző legalább tizennégy évben az Államokban élt.

## Jelenlegi sorrend
A jelenlegi utódlási sorrendet az 1947-es Elnöki Utódlási Törvény határozza meg. A törvény szerint első helyen az alelnök, majd utána a képviselőház elnöke, a Szenátus pro tempore elnöke következik, s őket követik a kabinet tagjai. A jelenlegi sorrend tizennyolc személyt tartalmaz.
| Az Egyesült Államok elnöki utódlási rendje | Az Egyesült Államok elnöki utódlási rendje                                                      | Az Egyesült Államok elnöki utódlási rendje | Az Egyesült Államok elnöki utódlási rendje | Az Egyesült Államok elnöki utódlási rendje |
| Sorszám                                    | Hivatal (eredeti megnevezése)                                                                   | Személy                                    | Párt                                       | Hivatali idő                               |
| ------------------------------------------ | ----------------------------------------------------------------------------------------------- | ------------------------------------------ | ------------------------------------------ | ------------------------------------------ |
| 1.                                         | Az Amerikai Egyesült Államok alelnöke Vice President                                            | JD Vance                                   |                                            | 2025. január 20. –                         |
| 2.                                         | A Kongresszus Képviselőházának elnöke Speaker of the United States House of Representatives     | Mike Johnson                               |                                            | 2023. október 25. –                        |
| 3.                                         | A Kongresszus Szenátusának pro tempore elnöke President pro tempore of the United States Senate | Chuck Grassley                             |                                            | 2025. január 3. –                          |
| 4.                                         | Külügyminiszter Secretary of State                                                              | Marco Rubio                                |                                            | 2025. január. 21. –                        |
| 5.                                         | Pénzügyminiszter Secretary of the Treasury                                                      | Scott Bessent                              |                                            | 2025. január 28. –                         |
| 6.                                         | Védelmi miniszter Secretary of Defense                                                          | Pete Hegseth                               |                                            | 2025. január 25. –                         |
| 7.                                         | Az Egyesült Államok Legfőbb Ügyésze Attorney General                                            | Pamela Bondi                               |                                            | 2025. február 5. –                         |
| 8.                                         | Belügyi miniszter Secretary of the Interior                                                     | Doug Burgum                                |                                            | 2025. február 1. –                         |
| 9.                                         | Mezőgazdasági miniszter Secretary of Agriculture                                                | Brooke Rollins                             |                                            | 2025. február 13. –                        |
| 10.                                        | Kereskedelmi miniszter Secretary of Commerce                                                    | Howard Lutnick                             |                                            | 2025. február 19. –                        |
| 11.                                        | Munkaügyi miniszter Secretary of Labor                                                          | Lori Chavez-DeRemer                        |                                            | 2025. március 11. –                        |
| 12.                                        | Egészségügyi miniszter Secretary of Health and Human Services                                   | Robert F. Kennedy Jr.                      | FÜGG                                       | 2025. február 13. –                        |
| 13.                                        | Lakásügyi és városfejlesztési miniszter Secretary of Housing and Urban Development              | Scott Turner                               |                                            | 2025. február 5. –                         |
| 14.                                        | Közlekedési miniszter Secretary of Transportation                                               | Sean Duffy                                 |                                            | 2025. január 28. –                         |
| 15.                                        | Energiaügyi miniszter Secretary of Energy                                                       | Chris Wright                               |                                            | 2025. február 4. –                         |
| 16.                                        | Oktatási miniszter Secretary of Education                                                       | Linda McMahon                              |                                            | 2025. március 3. –                         |
| 17.                                        | Veterán ügyek minisztere Secretary of Veterans Affairs                                          | Doug Collins                               |                                            | 2025. február 5. –                         |
| 18.                                        | Belbiztonsági miniszter Secretary of Homeland Security                                          | Kristi Noem                                |                                            | 2025. január 26. –                         |

A Kabineten belüli sorrend alapítási rendben áll fenn. Ez alól az egyetlen kivétel a Védelmi minisztérium, amely több minisztérium és titkárság átalakítása után nyerte el jelenlegi formáját, de ettől függetlenül az eredetileg alapított Hadügyminisztérium helyén maradt.
Minden alkalommal, mikor összegyűl az összes miniszter egy helyen, például az évértékelő idején, kineveznek egyet, aki a kijelölt túlélő lesz az adott időszakra.

## Az Alkotmány rendelkezései
Az Amerikai Egyesült Államok Alkotmánya az elnöki öröklési renddel kapcsolatosan nem ad teljesen egyértelmű szabályokat, kizárólag a főbb irányokat szabja meg.
- A II. cikkely 1. szakaszának hatodik bekezdése szerint: "Amennyiben az elnököt hivatalából elmozdítják, elhuny, hivataláról lemond vagy nem képes ellátni az elnöki hivatallal kapcsolatos hatáskört és kötelességeket, az az alelnökre száll; a Kongresszus törvényhozási úton rendelkezhetik a hivatalból történő elmozdítással, elhalálozással, lemondással vagy a hivatalviselési képtelenséggel kapcsolatban mind az elnök, mind az alelnök vonatkozásában meghatározva azt is, hogy melyik tisztségviselő látja el az elnöki tisztet, aki addig marad e hivatalban, amíg a gátló körülmény megszűnik, illetve, ha az elnököt megválasztják."[1]
- A XX. alkotmánymódosítás 3. szakasza szerint: "Ha a megválasztott elnök hivatali idejének megjelölt kezdetére meghalna, a megválasztott alelnök lesz az elnök. Ha erre az időre nem választották volna meg az elnököt, vagy a megválasztott elnök valamilyen ok miatt nem töltheti be hivatalát, a megválasztott alelnök látja el az elnöki jogkört mindaddig, míg az elnök hivatalba nem léphet; ha valamilyen okból sem a megválasztott elnök, sem a megválasztott alelnök nem veheti át a hivatalát, a Kongresszus törvény útján rendelkezhet az elnöki hivatal ideiglenes betöltéséről, vagy meghatározhatja azt a módot, mellyel az elnöki hivatalt ellátó személyt megválasztják, amíg az elnök vagy az alelnök hivatalba nem léphet."[1]
- Legrészletesebben és leggyakorlatiasabban a XXV. alkotmánymódosítás rendelkezik az elnök ideiglenes, vagy végleges helyettesítését:   1. § Abban az esetben, ha az elnököt elmozdítják hivatalából, elhunyt vagy lemond, az elnöki hivatalt az alelnök veszi át.  2. § Amennyiben az alelnöki hivatal nincs betöltve, az elnök jelöl ki alelnököt, aki akkor veszi át hivatalát, ha a Kongresszus mindkét háza többségi szavazattal ezt megerősíti.  3. § Ha az elnök a Szenátus pro tempore elnökének és a Képviselőház elnökének írásos nyilatkozatot juttat el arról, hogy hivatali jogkörét és kötelezettségeit nem tudja ellátni, ameddig ennek ellenkezőjéről írásos nyilatkozatot nem tesz, az elnöki jogokat és kötelezettségeket ügyvezető elnökként az alelnök látja el.  4. § Ha az alelnök vagy a végrehajtó szervek vezető tisztségviselőinek többsége, illetve más hasonló testület – melyről a Kongresszus a törvény útján rendelkezik – írásos nyilatkozatot juttat el a Szenátus pro tempore elnökéhez és a Képviselőház elnökéhez arról, hogy az elnök nem képes jogkörét és hivatali kötelezettségeit ellátni, az alelnök ügyvezető elnökként azonnal átveszi a hivatalt.  Miután az elnök a Szenátus pro tempore elnökének és a Képviselőház elnökének eljuttatta írásos nyilatkozatát arról, hogy az őt hivatalában akadályozó tényezők elhárultak, ismét átveszi jogkörét és hivatali kötelezettségeit, hacsak az alelnök és a végrehajtó szervek vezető tisztségviselőinek többsége, illetve más hasonló testület, amelyről a Kongresszus a törvény útján rendelkezik, négy napon belül nem juttatja el a Szenátus pro tempore elnökéhez és a Képviselőház elnökéhez írásos nyilatkozatát arról, hogy az elnök nem képes ellátni hivatalát. Ekkor a Kongresszus, ha nem ülésezik, 48 órán belül összeül, hogy megoldja a kérdést. A Kongresszusnak az utóbbi írásos nyilatkozat átvétele után 21 napon belül össze kell ülnie, illetve az összehívás után 21 napon belül mindkét ház kétharmados szavazati arányával döntenie kell; ha ez a döntés úgy szól, hogy az elnök nem képes hivatali jogkörét és kötelezettségeit ellátni, ügyvezető elnökként az alelnök veszi át a hivatalt; máskülönben az elnök ismét átveszi hivatali jogkörét és kötelezettségeit.[1]

## Az utódlási rend legutóbbi átfogó módosítása (1945)
Két hónappal Franklin D. Roosevelt elnök halála után, korábbi alelnöke, aki ekkor már az elnöki funkciót töltötte be Harry S. Truman azt javasolta a kongresszusnak, hogy változtassa meg a sorrendet úgy, hogy a képviselőház elnöke, illetve a szenátus pro tempore elnöke kerüljön vissza az utódlási sorba, megelőzve a Kabinet tagjait.
Noha a képviselőház túlnyomó többsége ezt a javaslatot támogatta, de valójában ez a javaslat több jogi és gyakorlati problémát is felvett. Jogi probléma, hogy elvben a kongresszus tagjaira más választási feltételek vonatkoznak, mint az elnökre. A képviselői tisztség elnyerésének feltétele, hogy az illető legalább 25 éves legyen és annak az államnak legyen a lakosa, amelyet képvisel, míg a szenátornak legalább 30 évesnek kell lennie, 9 éve amerikai állampolgárnak és az adott állam lakosának kell lennie. Ez a feltétel nem szabja meg, hogy a két (az alelnököt követő személy) az Egyesült Államok született polgára legyen. Így elméletileg elképzelhető, hogy olyat válasszanak aki nem felel meg a feltételeknek (noha ez a szenátus pro tempore elnökénél nagyon valószínűtlen).
Gyakorlati problémát jelent az, hogy az ügyvezető elnök teljes jogkörrel rendelkezik, tehát elvileg előfordulhat, hogy a Kabinetet felmenti és a saját embereit nevezi ki a Kabinet tagjának. Ez különösen akkor jelenthet problémát ha ellenkező pártállású az elnök és a házelnök (vagy a pro tempore elnök).
A módosítást előterjesztő Trumant több kritika érte amiatt, hogy a korábbi rendszerrel ellentétben a Képviselőház elnökét helyezte előbbre a Szenátus pro tempore elnöke elé. Ennek a kritikusok szerint az volt a fő oka, hogy Truman ellenszenvet érzett Kenneth McKellar akkori pro tempore elnök ellen.

## Elnöki funkcióba előlépett alelnökök

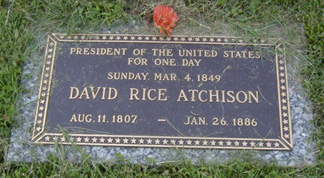
David Rice Atchison sírköve (Plattsburg, Missouri), az alábbi felirattal: "Az Amerikai Egyesült Államok elnöke egy napig

Eddig kilenc alelnök lépett előrébb az elnöki székbe, valamint két olyan alelnök volt, aki az elnök valamilyen akadályozása miatt rövid ideig ügyvezető elnökként látta el az elnöki teendőket.
Elméletben az egyetlen olyan személy, aki nem mint alelnök került az (ügyvezető) elnöki székbe David Rice Atchison szenátor volt, aki a szenátus pro tempore elnöke volt 1849-ben. Az akkor megváltasztott elnök Zachary Taylor és alelnöke vallási okok miatt nem akarták letenni az esküt 1849. március 4-én vasárnap, hanem csak másnap. Így elméletileg arra a napra Atchison került volna az elnöki székbe, de nem tett esküt, valamint elvben az ő pro tempore elnöki feladatköre előző nap lejárt. Mégis többen úgy gondolják – s ez szerepel a sírkövén is – hogy elnök volt egyetlen napig.
Nyolc elnököt iktattak be megelőző választások nélkül, alelnöki pozícióból előlépve:
- Négyen mandátumuk lejárta után nem indultak az elnöki posztért, így soha nem választották meg őket elnöknek:
  - John Tyler – William Henry Harrison halálát követően lett elnök, nem indult az 1844-es választásokonAz új elnök Gerald Ford leteszi az esküt Richard Nixon lemondása után

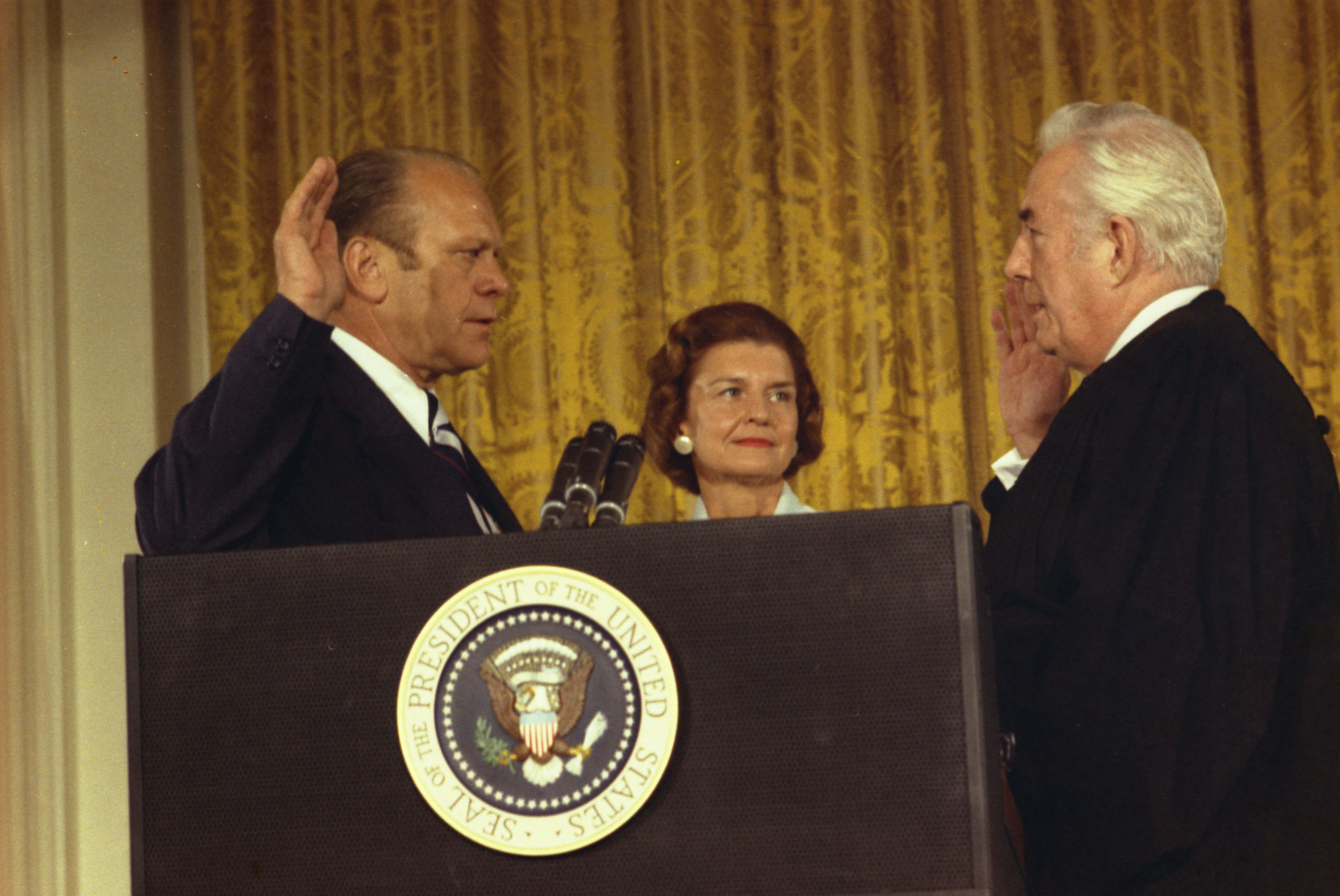
Az új elnök Gerald Ford leteszi az esküt Richard Nixon lemondása után

  - Millard Fillmore – Zachary Taylort követte, nem indult az 1852-es választásokon
  - Andrew Johnson – Abraham Lincoln helyét vette át, nem indult az 1868-as választásokon
  - Chester A. Arthur – James Garfieldet követte, nem indult az 1884-es választásokon
- A másik négy indult a választásokon, és mind a négyen sikeresen újraválasztatták magukat:
  - Theodore Roosevelt – William McKinleyt követte, 1904-ben újraválasztották
  - Calvin Coolidge – Warren G. Harding utódja, 1924-ben újraválasztották
  - Harry S. Truman – Franklin D. Roosevelt utódja, 1948-ban újraválasztották, de 1952-ben már nem indult, noha erre jogilag még lett volna lehetősége
  - Lyndon B. Johnson – John F. Kennedyt követte, 1964-ben újraválasztották, 1968-ban már nem jelöltette magát
- Gerald Fordot soha nem választották meg, őt Spiro Agnew alelnök lemondása után Richard Nixon nevezte ki alelnöknek a kongresszus támogatásával. Nixon lemondása után követte őt az elnöki székben, de a 76-os választásokon kikapott Jimmy Cartertől. Eddig ő az egyetlen elnök, akit sem elnökként, sem alelnökként nem választottak meg.

### Alelnöki funkciójuk lejárta után elnökké választott személyek
Ebben a listában azokat tüntetjük fel, akik kizárólag választások útján kerültek az elnöki funkcióba, miután befejezték alelnöki tevékenységüket.
- John Adams, elnökké választották 1796-ban
- Thomas Jefferson, elnökké választották 1800-ban, újraválasztották 1804-ben
- Martin Van Buren, elnökké választották 1836-ban
- Richard Nixon, elnökké választották 1968-ban, újraválasztották 1972-ben
- George H. W. Bush, elnökké választották 1988-ban
- Joe Biden, elnökké választották 2020-ban

### Ügyvezető elnökök
- 1981-ben a Ronald Reagan ellen elkövetett merénylet idején George H. W. Bush akkori alelnök éppen Texasban tartózkodott. Alexander Haig miniszter a lövés utáni zavarban azt nyilatkozta, hogy mivel az alelnök nem elérhető, ezért ő irányítja az ügyeket. Ez ellentmond a törvény betűjének, ellenben megerősíti azt a gyakorlatot, hogy ilyen esetekben egyfajta árnyékkormány áll fenn.[9] Később az elnöki stáb pontosította ezt a kijelentést, hogy az ügyek irányítása az alelnök visszaérkezéséig, az ő tudtával, s döntései alapján történtek. Mindenesetre a helyettesítés rendje ellentmondott az Alkotmány 25. kiegészítésének, mivel az elnök nem rendelkezett írásban arról, hogy ideiglenesen átadja a végrehajtó hatalmat.
- Dick Cheney, George W. Bush alelnöke 2002. június 29-én gyakorolta rövid ideig az ügyvezető elnöki hatalmat, amikor az elnököt egy orvosi vizsgálat miatt rövid időre elaltatták.